# گیش‌ماهی برنجین
گیش‌ماهی برنجین (نام علمی: Caranx papuensis) نام یک گونه از سرده شاه‌گیش است.